# Exciter Tour
La gira The Exciter Tour de la banda inglesa Depeche Mode comenzó el 11 de junio de 2001 en la ciudad canadiense de Quebec y terminó el 5 de noviembre de 2001 en Mannheim (Alemania). La gira presentó el álbum Exciter, publicado en 2001.
Para 2002 se anunció una extensión de la gira con nuevas fechas en Europa, sin embargo poco antes de comenzar fue cancelada.
En esta gira Depeche Mode visitó por primera vez Lituania, Turquía y Croacia.
El concierto realizado el 10 de octubre de 2001 en la ciudad de París, Francia, fue capturado y editado como el primer álbum en directo de DM en formato DVD con el nombre One Night in Paris.

## Créditos
Durante toda la gira, Depeche Mode se presentó en escenarios como un quinteto, tal como en el anterior tour.
David Gahan - vocalista.
Martin Gore - segundo vocalista, guitarras eléctrica y acústica, sintetizador y segunda voz.
Andrew Fletcher - sintetizador y apoyo vocal.
Christian Eigner - batería.
Peter Gordeno - sintetizador, piano y apoyo vocal.
Además, contaron con el apoyo vocal de las coristas Jordan Bailey y Georgia Lewis.

## Temas interpretados
Como en las anteriores giras se optó por piezas hasta de cinco álbumes atrás, desde luego inclinación al álbum Exciter, y se incorporó un ínter “acústico” como en anteriores tours, el llamado Encore en inglés, el cual en realidad fue una canción interpretada por Martin Gore con tan sólo la musicalización del teclado de Peter Gordeno en modo piano.

### Listado general de canciones
1. Doble intro instrumental de Easy Tiger y Dream on
2. The Dead of Night
3. The Sweetest Condition
4. Halo
5. Walking in My Shoes
6. Dream on
7. When the Body Speaks
8. Waiting for the Night
9. Tema acústico interpretado por Martin Gore
  - The Bottom Line
  - Surrender
  - Dressed in Black
  - Sister of Night
  - Judas
  - It Doesn't Matter Two
  - Somebody
10. Breathe
11. Freelove
12. Enjoy the Silence
13. I Feel You
14. In Your Room (Zephyr Mix)
15. It's No Good
16. I Feel Loved
17. Personal Jesus
Encore
18. Home
19. - Clean
  - Condemnation (en forma acústica)
20. Black Celebration
21. Never Let Me Down Again

### Estadísticas
- Temas del Exciter (8)
- Temas del Ultra (4)
- Temas del Songs of Faith and Devotion (5)
- Temas del Violator (5)
- Temas del Music for the Masses (1)
- Temas del Black Celebration (3)
- Temas del Some Great Reward (1)
- Temas del Construction Time Again (0)
- Temas del A Broken Frame (0)
- Temas del Speak & Spell (0)
- Temas no pertenecientes a algún álbum de estudio: (1)
- Canciones tocadas en la gira anterior The Singles Tour: 10
- Total de canciones Interpretadas: 28
- Regresos: "It's Doesn't Matter Two" ausente desde el Black Celebration Tour en 1986 (15 años). "Waiting for the Night" ausente desde el Exotic Tour en 1994 (7 años), "Black Celebration" y "World Full of Nothing" las dos no tocadas desde el World Violation Tour en 1990 (11 años).
- Canción más reciente, no perteneciente al álbum soporte de la gira: "Surrender"
- Canciones debut no pertenecientes al álbum soporte de la gira: "Surrender", "The Bottom Line" y "Dressed in Black"
- Todos los sencillos interpretados de un álbum, no perteneciente al de soporte de la gira: "Songs of Faith and Devotion".

### Variaciones
A lo largo del Tour, el listado de temas presentó distintos cambios. Estas son las diferentes canciones que se tocaron. En la columna # de las fechas, se indica cuál fue el listado interpretado.
A partir del 11 de septiembre en Viena se omite "I Feel Loved" dejando el listado en 20 temas interpretados. Por ello se especifica la variación en el Tema 18-19.
Véase arriba el Listado de temas
| Listado # | Tema #9               | Tema #19-#18 |
| --------- | --------------------- | ------------ |
| 1         | The Bottom Line       | Clean        |
| 2         | Surrender             | Clean        |
| 3         | Dressed in Black      | Clean        |
| 4         | Sister of Night       | Clean        |
| 5         | Condemnation          | Clean        |
| 6         | Sister of Night       | Condemnation |
| 7         | Dressed in Black      | Condemnation |
| 8         | The Bottom Line       | Condemnation |
| 9         | Judas                 | Clean        |
| 10        | It Doesn't Matter Two | Clean        |
| 11        | Surrender             | Condemnation |
| 12        | It Doesn't Matter Two | Condemnation |
| 13        | Somebody              | Clean        |
| 14        | Somebody              | Condemnation |

Nota #1: El listado 14 es de 21 temas, antes de "Home" se interpretó , "World Full of Nothing".
Nota #2: El 9 de septiembre en Leipzig se omitieron "I Feel Loved", "Clean" y "Black Celebration" debido al retraso del comienzo del concierto a causa de la lluvia.

## Destinos de la gira

### Primera Manga: Norteamérica
| Fecha                | País           | Ciudad           | Lugar                          | # |
| 11 de junio de 2001  | Canadá         | Quebec           | Pepsi Coliseum                 | 1 |
| 13 de junio de 2001  | Canadá         | Ottawa           | Corel Centre                   | 1 |
| 15 de junio de 2001  | Canadá         | Montreal         | Molson Centre                  | 1 |
| 16 de junio de 2001  | Canadá         | Toronto          | Molson Amphitheatre            | 1 |
| 19 de junio de 2001  | Estados Unidos | Saint Paul       | Xcel Energy Center             | 1 |
| 20 de junio de 2001  | Estados Unidos | Milwaukee        | Marcus Amphitheater            | 1 |
| 22 de junio de 2001  | Estados Unidos | Chicago          | World Music Theatre            | 1 |
| 23 de junio de 2001  | Estados Unidos | Detroit          | DTE Energy Music Center        | 1 |
| 24 de junio de 2001  | Estados Unidos | Cleveland        | Blossom Music Center           | 1 |
| 27 de junio de 2001  | Estados Unidos | Nueva York       | Madison Square Garden          | 1 |
| 28 de junio de 2001  | Estados Unidos | Nueva York       | Madison Square Garden          | 2 |
| 30 de junio de 2001  | Estados Unidos | Filadelfia       | First Union Center             | 1 |
| 1 de julio de 2001   | Estados Unidos | Boston           | Tweeter Center                 | 1 |
| 3 de julio de 2001   | Estados Unidos | Wantagh          | Jones Beach Amphitheater       | 3 |
| 5 de julio de 2001   | Estados Unidos | Washington D. C. | Merriweather Post Pavilion     | 1 |
| 7 de julio de 2001   | Estados Unidos | Fort Lauderdale  | National Car Rental Center     | 1 |
| 8 de julio de 2001   | Estados Unidos | Tampa            | Ice Palace                     | 1 |
| 9 de julio de 2001   | Estados Unidos | Atlanta          | Hi-Fi Buys Amphitheatre        | 1 |
| 13 de julio de 2001  | Estados Unidos | Nueva Orleans    | UNO Lakefront Arena            | 1 |
| 14 de julio de 2001  | Estados Unidos | Houston          | Cynthia Wood Mitchell Pavilion | 1 |
| 15 de julio de 2001  | Estados Unidos | San Antonio      | South Texas Amphitheatre       | 2 |
| 17 de julio de 2001  | Estados Unidos | Dallas           | Smirnoff Music Center          | 4 |
| 19 de julio de 2001  | Estados Unidos | Las Cruces       | Pan American Center            | 4 |
| 20 de julio de 2001  | Estados Unidos | Albuquerque      | Journal Pavilion               | 4 |
| 21 de julio de 2001  | Estados Unidos | Denver           | Fiddler's Green Amphitheatre   | 4 |
| 23 de julio de 2001  | Estados Unidos | Salt Lake City   | E Center                       | 4 |
| 27 de julio de 2001  | Estados Unidos | Portland         | Rose Garden Arena              | 4 |
| 28 de julio de 2001  | Canadá         | Vancouver        | Pacific Coliseum               | 2 |
| 29 de julio de 2001  | Estados Unidos | Seattle          | The Gorge Amphitheatre         | 4 |
| 1 de agosto de 2001  | Estados Unidos | Sacramento       | Valley Amphitheatre            | 2 |
| 3 de agosto de 2001  | Estados Unidos | Concord          | Chronicle Pavillion            | 4 |
| 4 de agosto de 2001  | Estados Unidos | San Francisco    | Shoreline Amphitheatre         | 2 |
| 5 de agosto de 2001  | Estados Unidos | Santa Bárbara    | Santa Bárbara Bowl             | 4 |
| 8 de agosto de 2001  | Estados Unidos | Las Vegas        | The Joint                      | 2 |
| 10 de agosto de 2001 | Estados Unidos | Phoenix          | America West Arena             | 4 |
| 11 de agosto de 2001 | Estados Unidos | San Diego        | Coors Amphitheatre             | 4 |
| 14 de agosto de 2001 | Estados Unidos | Los Ángeles      | Staples Center                 | 2 |
| 15 de agosto de 2001 | Estados Unidos | Los Ángeles      | Staples Center                 | 4 |
| 18 de agosto de 2001 | Estados Unidos | Anaheim          | Arrowhead Pond                 | 3 |
| 19 de agosto de 2001 | Estados Unidos | Anaheim          | Arrowhead Pond                 | 5 |

### Segunda Manga: Europa
| Fecha                    | País            | Ciudad             | Lugar                          | #  |
| 28 de agosto de 2001     | Estonia         | Tallin             | Song Festival Grounds          | 2  |
| 29 de agosto de 2001     | Letonia         | Riga               | Skonto Stadions                | 4  |
| 31 de agosto de 2001     | Lituania        | Vilna              | Vingis Park                    | 4  |
| 2 de septiembre de 2001  | Polonia         | Varsovia           | Tor wyścigów konnych Służewiec | 4  |
| 4 de septiembre de 2001  | República Checa | Praga              | Paegas                         | 2  |
| 5 de septiembre de 2001  | Alemania        | Berlín             | Waldbühne                      | 2  |
| 6 de septiembre de 2001  | Alemania        | Berlín             | Waldbühne                      | 6  |
| 8 de septiembre de 2001  | Alemania        | Hamburgo           | Trabrennbahn                   | 4  |
| 9 de septiembre de 2001  | Alemania        | Leipzig            | Zentralstadion                 | 2* |
| 11 de septiembre de 2001 | Austria         | Viena              | Stadthalle                     | 4  |
| 12 de septiembre de 2001 | Hungría         | Budapest           | Kisstadion                     | 2  |
| 16 de septiembre de 2001 | Rusia           | Moscú              | Olympiski                      | 4  |
| 18 de septiembre de 2001 | Rusia           | San Petersburgo    | SKK Arena                      | 2  |
| 19 de septiembre de 2001 | Finlandia       | Helsinki           | Hartwall Arena                 | 2  |
| 21 de septiembre de 2001 | Suecia          | Estocolmo          | Globen                         | 4  |
| 22 de septiembre de 2001 | Noruega         | Oslo               | Spektrum                       | 2  |
| 23 de septiembre de 2001 | Dinamarca       | Copenhague         | Parken Stadion                 | 4  |
| 25 de septiembre de 2001 | Francia         | Amnéville          | Galaxy                         | 2  |
| 26 de septiembre de 2001 | Alemania        | Colonia            | Kolnarena                      | 4  |
| 27 de septiembre de 2001 | Alemania        | Colonia            | Kolnarena                      | 7  |
| 29 de septiembre de 2001 | Alemania        | Múnich             | Olympiahalle                   | 2  |
| 30 de septiembre de 2001 | Alemania        | Múnich             | Olympiahalle                   | 8  |
| 2 de octubre de 2001     | Alemania        | Núremberg          | Eisporthalle                   | 4  |
| 3 de octubre de 2001     | Alemania        | Stuttgart          | Schleyerhalle                  | 2  |
| 4 de octubre de 2001     | Suiza           | Zúrich             | Hallenstadion                  | 4  |
| 6 de octubre de 2001     | Alemania        | Oberhausen         | Oberhausen Arena               | 9  |
| 7 de octubre de 2001     | Bélgica         | Amberes            | Sportpaleis                    | 10 |
| 9 de octubre de 2001     | Francia         | París              | Bercy                          | 10 |
| 10 de octubre de 2001    | Francia         | París              | Bercy                          | 6  |
| 11 de octubre de 2001    | Alemania        | Fráncfort del Meno | Festhalle                      | 10 |
| 13 de octubre de 2001    | España          | Barcelona          | Palau Sant Jordi               | 10 |
| 14 de octubre de 2001    | España          | Madrid             | Palacio de Vistalegre          | 9  |
| 17 de octubre de 2001    | Reino Unido     | Londres            | Wembley Arena                  | 10 |
| 18 de octubre de 2001    | Reino Unido     | Londres            | Wembley Arena                  | 11 |
| 20 de octubre de 2001    | Reino Unido     | Mánchester         | Nynex Arena                    | 9  |
| 21 de octubre de 2001    | Reino Unido     | Birmingham         | N.E.C.                         | 4  |
| 23 de octubre de 2001    | Francia         | Lyon               | Halle Tony Garnier             | 10 |
| 24 de octubre de 2001    | Italia          | Milán              | Fila Forum                     | 9  |
| 25 de octubre de 2001    | Italia          | Bolonia            | Palamalgutti                   | 12 |
| 28 de octubre de 2001    | Grecia          | Atenas             | Stadio Eirinis kai Filias      | 10 |
| 30 de octubre de 2001    | Turquía         | Estambul           | Abdi İpekçi Arena              | 13 |
| 3 de noviembre de 2001   | Croacia         | Zagreb             | Sportova                       | 2  |
| 5 de noviembre de 2001   | Alemania        | Mannheim           | Maimarkthalle                  | 14 |